# Francisco Gali
Francisco Galí (Sevilla, 1539-Manila, 1591) fue un marino español, recordado por haber realizado un viaje de exploración de la  costa del Noroeste del Pacífico.

## Biografía
En 1582 emprendió un viaje hacia la costa de América del Norte por orden del arzobispo de México y virrey interino de la Nueva España, Pedro Moya de Contreras. Al mando de dos fragatas, tenía la misión de encontrar un puerto que sirviera de apostadero a los barcos procedentes de Manila (galeón de Manila) y que se dirigían luego al Perú, y además, debía comprobar la si la costa de América estaba unida a la costa de Asia. Galí, llegó hasta el Japón en su relato sobre sus viajes cree en la existencia de un estrecho. Exploró algunas de las islas del archipiélago de Hawái, la costa de Baja California y la zona próxima a la bahía de San Francisco, que no vio. Escribió una crónica de sus viajes. Falleció al final de su viaje, y sus informes propiciaron que se realizaran una nueva expedición al mando de Pedro de Unamuno. 
Francisco Galí, arribó a la Nueva España y se avecindó en la población de Tlacotalpan cuya traza realizó. Escribió una relación pormenorizada del viaje que realizó en el galeón de Manila hacia Macao, y desde ahí partió para Acapulco en julio de 1584, siguiendo rumbo noreste, y reportó una corriente recia a 300 leguas al este de Japón —corriente de California—, la cual continuó unas 700 leguas hasta un punto a 200 leguas al oeste de la costa de California, donde tocó tierra cerca de lo que hoy es la bahía de Santa Cruz. 
Al arribar a Acapulco en enero de 1585 presentó su memorial al virrey Moya, quien le encargo la búsqueda del estrecho de Anián y de un puerto para el resguardo de los galeones de Manila. En marzo volvió a la capital filipina para organizar un viaje de regreso, pero antes de terminar los preparativos la muerte le sorprendió en enero de 1586.
Francisco Galí, junto con un navegante valenciano llamado Juan Jaime, proyectaron el viaje desde Manila hasta Acapulco con el objeto de medir la declinación de la brújula mediante un instrumento construido por Juan Jaime, entre otras causas.
El manuscrito de dicho viaje, fue remitido al virrey, pero por causas desconocidas, llegó a manos del neerlandés Jan Huygen van Linschoten, que lo publicó en su idioma como Derrota de las Indias (Ámsterdam, 1596, 1614 y 1626); se publicaron también traducciones en inglés (Londres, 1598), en alemán en el mismo año, en latín (La Haya, 1599) y en francés (Ámsterdam, 1610, 1619 y 1638). Linschoten se hizo famoso por allegarse documentos secretos con información náutica recopilada por navegantes españoles y portugueses. El destino del manuscrito Galí es uno más de los misterios que se suman a las historias que envuelven a los manuscritos e impresos novohispanos del siglo XVI. Hasta la fecha se desconoce el destino del manuscrito original realizado por éste destacado navegante, cartógrafo y urbanista.
Francisco Gali es un personaje singular y enigmático. Poco o nada se sabe de él antes de que haga su aparición en América. Aunque muchos historiadores coinciden en su fecha de nacimiento, 1539, y la mayoría de ellos sitúan el acontecimiento en Sevilla, otros apuntan a otras ciudades españolas, como Zaragoza o Valencia. Otras fuentes sugieren su origen italiano. Asimismo, su nombre aparece en las fuentes históricas de muy diversas maneras: Francisco Gali, Galli, Gualle o Guelle. Por si esto fuese poco, en dos mapas manuscritos que de él se conservan firma Francisco Stroza Gali. Si en todas las fuentes antiguas, el Archivo General de Indias la primera, consta Francisco Gali o Galli ¿por qué añadiría el apellido Stroza a su firma en esos mapas? Este es uno de los misterios que aún sigue sin respuesta. En cuanto a su cargo, también difiere según las fuentes históricas: piloto, piloto de la Carrera de Indias, piloto mayor, capitán, capitán general. Parece claro que era un experto marino y según consta en los documentos del Archivo General de Indias, a su muerte tenía el cargo de capitán. Tampoco hay unanimidad respecto al lugar donde murió, Acapulco, México o Manila, aunque sobre esta cuestión sí existen documentos que zanjan la cuestión estableciendo Manila (Filipinas) como el lugar donde le sorprendió la muerte de manera repentina a principios del año 1586. También se ha escrito que probablemente perteneció a la familia de notables alarifes establecida en Sevilla, aunque no hemos encontrado ningún documento que lo acredite. Nada se sabe sobre su etapa sevillana, cómo se formó como marino y, sobre todo, cómo adquirió las habilidades de cartógrafo. También se ha escrito que arribó a Nueva España y se avecindó en la población novohispana de Tlacotalpa. Aunque algunas fuentes señalan que durante su estancia en Tlacotalpa Gali realizó su traza urbana, no se ha encontrado ninguna prueba de ello, concluyendo que posiblemente se confunda la traza urbana de la población veracruzana con el mapa que realizara Gali para la Relación Geográfica de Tlacotalpa, donde no se realiza el plano de la población de Tlacotalpa, sino una carta náutica que abarca una amplia región de más de 220 km de longitud costera, desde Punta Gorda hasta el monte Minzapa.
A pesar de la escasa producción de mapas que nos ha llegado de Gali (dos firmados y un tercero atribuido), en los documentos históricos se refieren a él, además de como experto marino, como cartógrafo y cosmógrafo. Sin embargo, Francisco Gali es mundialmente conocido por sus viajes transpacíficos. Ya había hecho varios viajes por el Pacífico antes de marzo de 1583 cuando, comisionado por el arzobispo de México y virrey interino de Nueva España, Pedro Moya de Contreras, partió con dos navíos de Acapulco hacia Manila. Llegó a Manila en junio y tras permanecer en Filipinas un año, en junio de 1584 partió hacia Macao, en la costa sur de China, y desde allí, el 29 de julio, inició el viaje de regreso hacia Nueva España, desembarcando en el puerto de partida, Acapulco, en enero de 1585. Con estos antecedentes, Moya de Contreras, pensó en él como persona idónea para llevar a cabo una expedición de exploración del litoral noroccidental del Pacífico para investigar y trazar la línea de costa. Además, Gali tenía la misión de encontrar un puerto que sirviera de apostadero a los barcos procedentes de Manila y que luego se dirigían al Perú. Además, debía comprobar si la costa de América estaba unida a la de Asia, por el supuesto estrecho de Anián (Northwest Passage). Con esta misión del virrey Moya de Contreras, Gali partió de nuevo de Acapulco en marzo de 1585 y llegó a Manila casi tres meses después, el 20 de junio. Allí, a la espera de órdenes virreinales para el regreso y percatándose de que sus embarcaciones no eran adecuadas para el reconocimiento que proyectaba en su viaje de regreso, debido a la falta de navegabilidad de los buques, se propuso construir unas naves más adecuadas para la travesía. En medio de esta empresa le sorprendió la muerte en enero de 1586.
En sus viajes transpacíficos Francisco Gali exploró las islas del archipiélago de Hawái, la costa de California y la bahía de San Francisco, siendo el primer explorador que la avistó, aunque no la cruzó, razón por la cual históricamente se le ha atribuido este descubrimiento a Gaspar de Pórtola en 1769 y a Juan de Ayala, quien fue el primero en cruzar la bahía en su goleta el 5 de agosto de 1775. Relatando sus viajes escribió en 1585 Viaje, descubrimientos y observaciones desde Acapulco a Filipinas, desde Filipinas a Macao y desde Macao a Acapulco, El manuscrito fue remitido al Virrey, pero por causas desconocidas, llegó a manos del holandés Jan Huygen van Linschoten (1563-1611) quien lo publicó en su idioma como Derrota de las Indias (Ámsterdam, 1596, 1614, 1626). Se publicaron también traducciones al inglés (Londres 1598), al alemán en el mismo año, al latín (La Haya, 1599) y al francés (Ámsterdam, 1610, 1619 y 1638). El paradero del original de Gali sigue desconocido, siendo otro de los misterios que envuelven la biografía de este personaje.
En la primera mitad de 1580 Francisco Gali se encontraba viajando a través del estrecho de Tehuantepec para pasar por tierra de la costa atlántica hasta el Océano Pacífico, probablemente con el fin de realizar un viaje en misión oficial al Lejano Oriente, como sabemos que hizo en diversas ocasiones. Fue durante este viaje cuando aprovechando su paso por varias poblaciones ribereñas en las que sus alcaldes estaban ocupados tratando de responder a las preguntas del cuestionario de las Relaciones Geográficas, le encargaron al experto marino y cartógrafo la realización de los mapas de sus regiones. Recurrieron a una persona capacitada para poder realizar el mapa que debían incluir en la Relación. Un profesional dentro de su medio, un marino que pasaba por sus puertos, que dio como resultado que presentaran al rey como respuesta gráfica al cuestionario, un mapa náutico. Fueron tres las Relaciones Geográficas en las que Gali intervino como cartógrafo: Tlacotalpa (febrero de 1580), Coatzacoalcos (abril de 1580) y Tehuantepec (septiembre-octubre de 1580). Los dos primeros mapas están firmados por su autor, mientras que el mapa de Tehuantepec es anónimo, aunque tiene un inconfundible parecido con las otras dos obras de Gali. Sin embargo, este mapa tuvo poco crédito por estar incompleto, ya que era evidente que no fue producto de las mismas técnicas de medición que aplicó en los otros dos trabajos del Golfo. Mientras que para Bárbara Mundy este mapa es un esbozo, tal vez un dibujo preliminar que se perfeccionaría posteriormente mediante la observación y medición, y que nunca pudo ser acabado, Alexander Tait afirma que se trata de una copia de una carta náutica hecha por un autor poco hábil.